# Annemarie Verstappen
Anna Maria Theodora Petra ("Annemarie") Verstappen (Rosmalen, 3 oktober 1965) is een Nederlands voormalig zwemster. Verstappen behoorde in de periode van 1981 tot 1987 tot de wereldtop, maar moest bij de strijd om de medailles vaak zwemsters uit Oost-Duitsland die doping hadden gekregen, voor zich dulden. In 1982 werd ze zelf wereldkampioen. 
Haar zoon Vincent Janssen is profvoetballer.

## Carrière
Van 1981 tot en met 1987 won zij op de Nederlandse Kampioenschappen in totaal 35 maal een gouden medaille op allerlei verschillende disciplines, waarvan 22 maal op een individueel nummer. Bij de Europese Kampioenschappen behaalde ze tweemaal zilver en driemaal brons, in alle gevallen op estafettenummers.
In 1982 behaalde ze op de 200 meter vrije slag tijdens de Wereldkampioenschappen zwemmen in Guayaquil (Ecuador) als eerste Nederlandse zwemster een gouden zwemmedaille op een WK. Bovendien veroverde ze een zilveren medaille op de 100 meter vrije slag en een bronzen op de 4x100 meter vrije slag. Voor haar prestaties op dat WK werd ze later dat jaar in Nederland ook uitgeroepen tot Sportvrouw van het jaar. Vier jaar later haalde ze op de Wereldkampioenschappen van 1986 in Madrid driemaal een bronzen medaille, in alle gevallen op estafettenummers. Nu is ze trainster bij Zeester-Meerval in Uden.
In 1984 vertegenwoordigde Verstappen Nederland tijdens de Olympische Spelen in Los Angeles. Ze behaalde daar in totaal drie medailles en nog een vierde plaats. Haar prestaties tijdens de Olympische Spelen van dat jaar:
- zilver op de 4 x 100 m vrije slag in 3:44.40
- brons op de 100 m vrije slag in 0:56.08
- brons op de 200 m vrije slag in 1:59.69
- vierde op de 100 m vlinderslag in 1:01.56